# Куность (село)
Куность — село в Белозерском районе Вологодской области.
Входит в состав Куностьского сельского поселения, с точки зрения административно-территориального деления — центр Куностьского сельсовета.
Расположено на берегах реки Куность, которая впадает в Белое озеро. Расстояние до районного центра Белозерска по автодороге — 10 км, до центра муниципального образования посёлка Нижняя Мондома  по прямой — 7 км. Ближайшие населённые пункты — Марково, Нижняя Мондома, Маэкса.
По переписи 2002 года население — 372 человека (172 мужчины, 200 женщин). Преобладающая национальность — русские (96 %).